# Casa de Hesse

A Casa de Hesse é uma casa real europeia que surgiu na região de Hesse e sendo um ramo da Casa de Brabante. 

## História
A origem da Casa de Hesse inicia-se com Sofia da Turíngia, filha de Luís IV, conde da Turíngia com a rainha Isabel da Hungria. Sofia casou-se com Henrique II, Duque do Brabante. Com a extinção da linha masculina da Casa de Ludowinger, ela consegue territórios na Turíngia, após o fim da Guerra de Sucessão da Turíngia, em que foi uma das beligerantes. A outra parte da Turíngia, ficou com a Casa de Wettin, governantes da Saxônia.
Como era usual a lei sálica na Turíngia, o território conquistado pela duquesa Sofia passou para o seu filho mais novo que se tornou Henrique I de Hesse. Desta forma a parte ocidental do antigo Condado da Turíngia, em meados do século XIII, se tornou uma entidade política autónoma.
Ao final do século XVI houve uma divisão na Casa de Hesse em vários ramos, aparecendo dentre eles a Hesse-Cassel e a Hesse-Darmstadt.
Com a divisão da Marca de Hesse surgiu o Condado de Hesse-Darmstadt, no século XVI, sendo, no século XIX, elevado a categoria de Grão-Ducado de Hesse.
Já o ramo de Hesse-Cassel foi nomeado eleitor de Hesse no Sacro Império Romano-Germânico.
O Eleitorado de Hesse foi anexado pelo Reino da Prússia em 1866. Já o Grão-Ducado existiu, autonomamente, até 1918.

## Ramos da Casa de Hesse

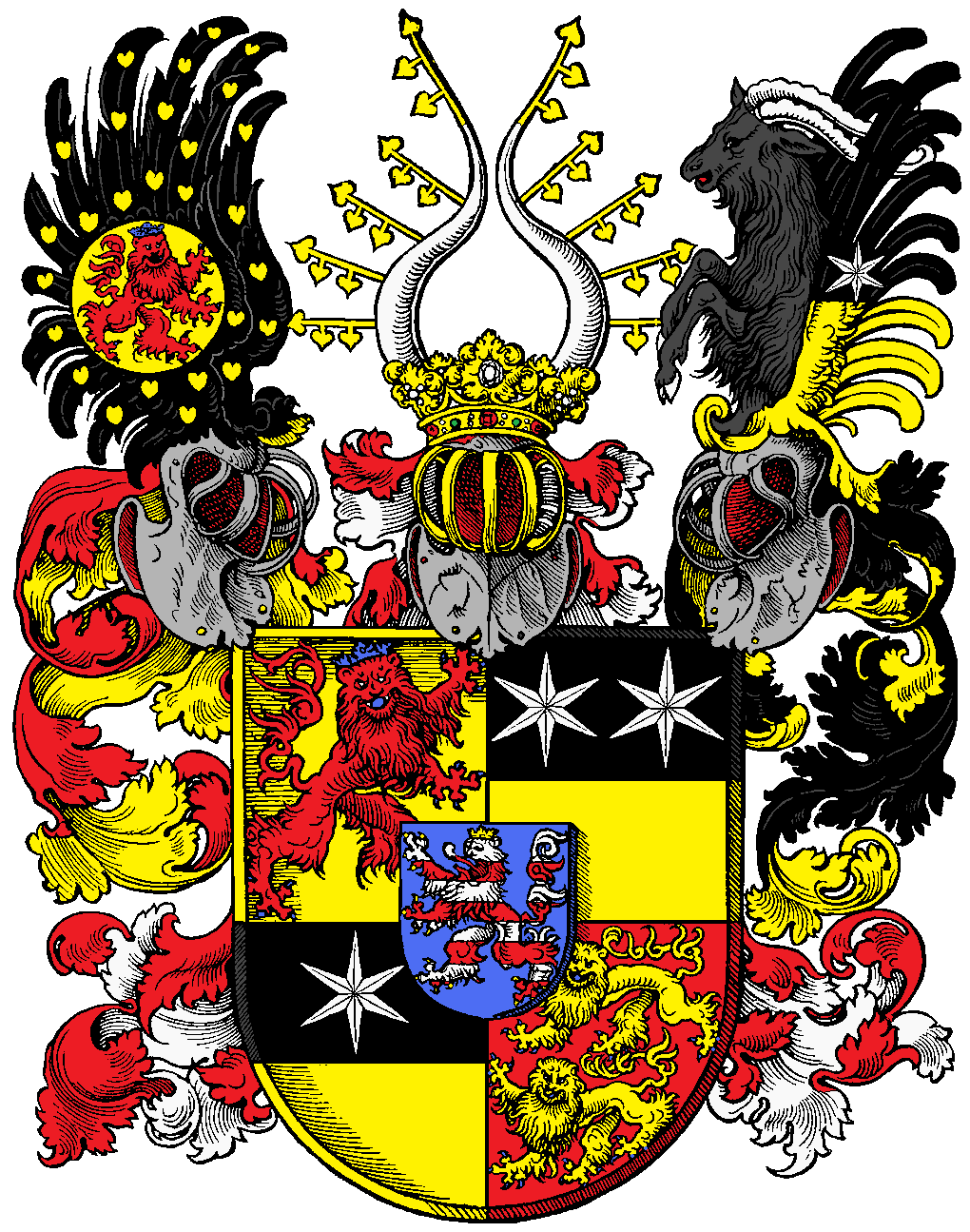
Brasão da Casa de Hesse

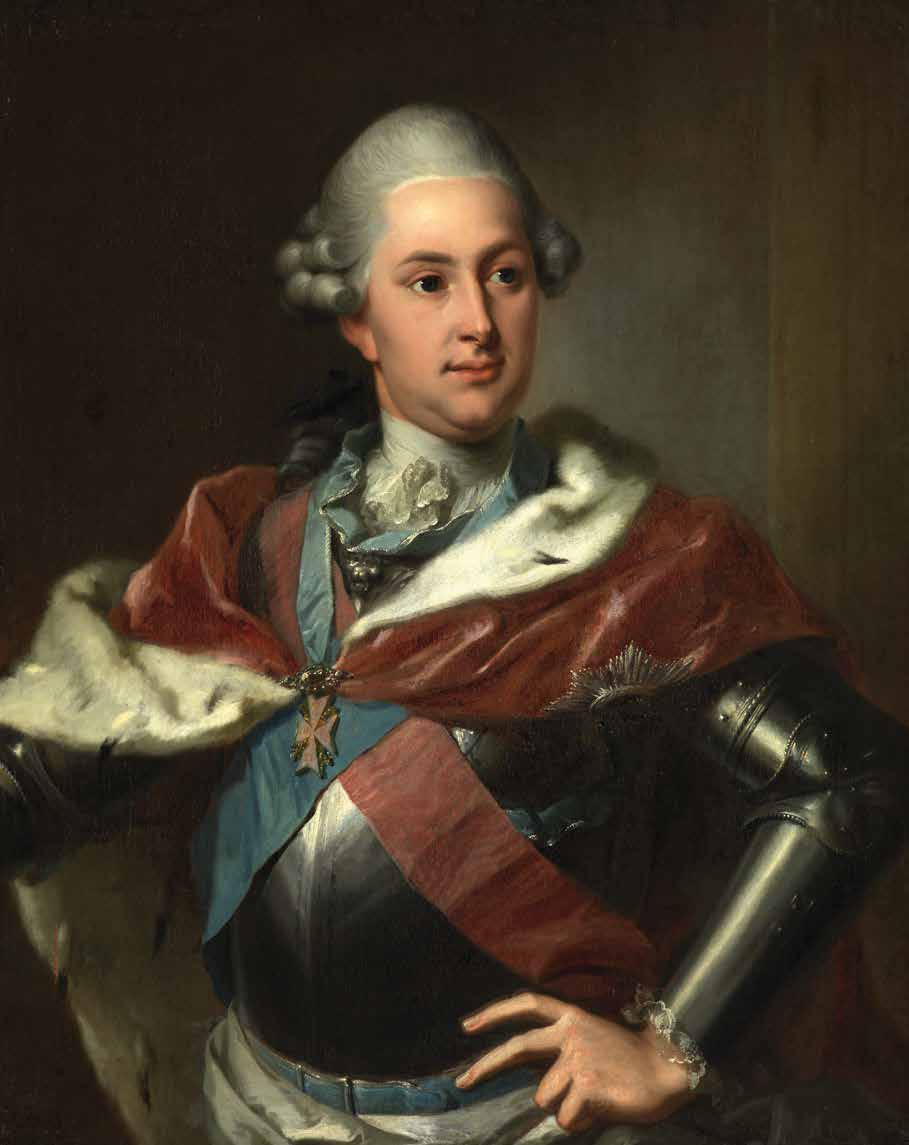
Guilherme I de Hesse-Cassel

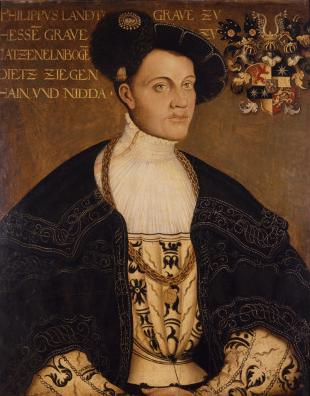
Felipe I de Hesse

Felipe I de Hesse faleceu em 1567. Assim Hesse foi dividido entre seus quatro filhos, originando novas linhas: Hesse-Darmstadt, Hesse-Cassel, Hesse-Marburg, Hesse-Rheinfels.
O ramo de Hesse-Darmstadt criou, por casamento morganático, a Casa de Battenberg, quando o  príncipe Alexandre de Hesse casou-se com a condessa Julia von Hauke.  Parte de seus descendentes estabeleceram-se na Inglaterra e, em 1917, a família mudou seu sobrenome para Mountbatten, devido à Primeira Guerra Mundial, que colocou Alemanha e Inglaterra em lados opostos.
- Casa de Brabante
  - Hesse (1264-1567)
    - Hesse-Darmstadt (1567-1806)
      - Hesse-Butzbach] (1609-1642)
      - Hesse-Braubach (1609-1651)
      - Hesse-Nassau
      - Hesse-Homburg (1622-1866)
      - Hesse-Itter (1661-1676)
      - Battenberg (1858, linha morganática, chama-se Mountbatten desde 1917)

    - Hesse-Kassel (1567-1866)
      - Condes de Hesse-Rotenburg (1627-1834)
      - Hesse-Wanfried (1627-1755)
      - Hesse-Rheinfels (1627-1754)
      - Hesse-Philippsthal (1685)
        - Hesse-Philippsthal Barchfeld (1721)

    - Hesse-Marburg (1567, herdado em 1604 para Hesse-Darmstadt e de Hessen-Kassel)
    - Hesse-Rheinfeld (1567, herança dividida entre Hesse-Darmstadt, Hesse-Kassel, Hesse-Marburg)

## Reis da Suécia da Casa de Hesse
Um único monarca desta casa real foi soberano da Suécia:
- 1720–1751: Frederico I (Fredrik I)

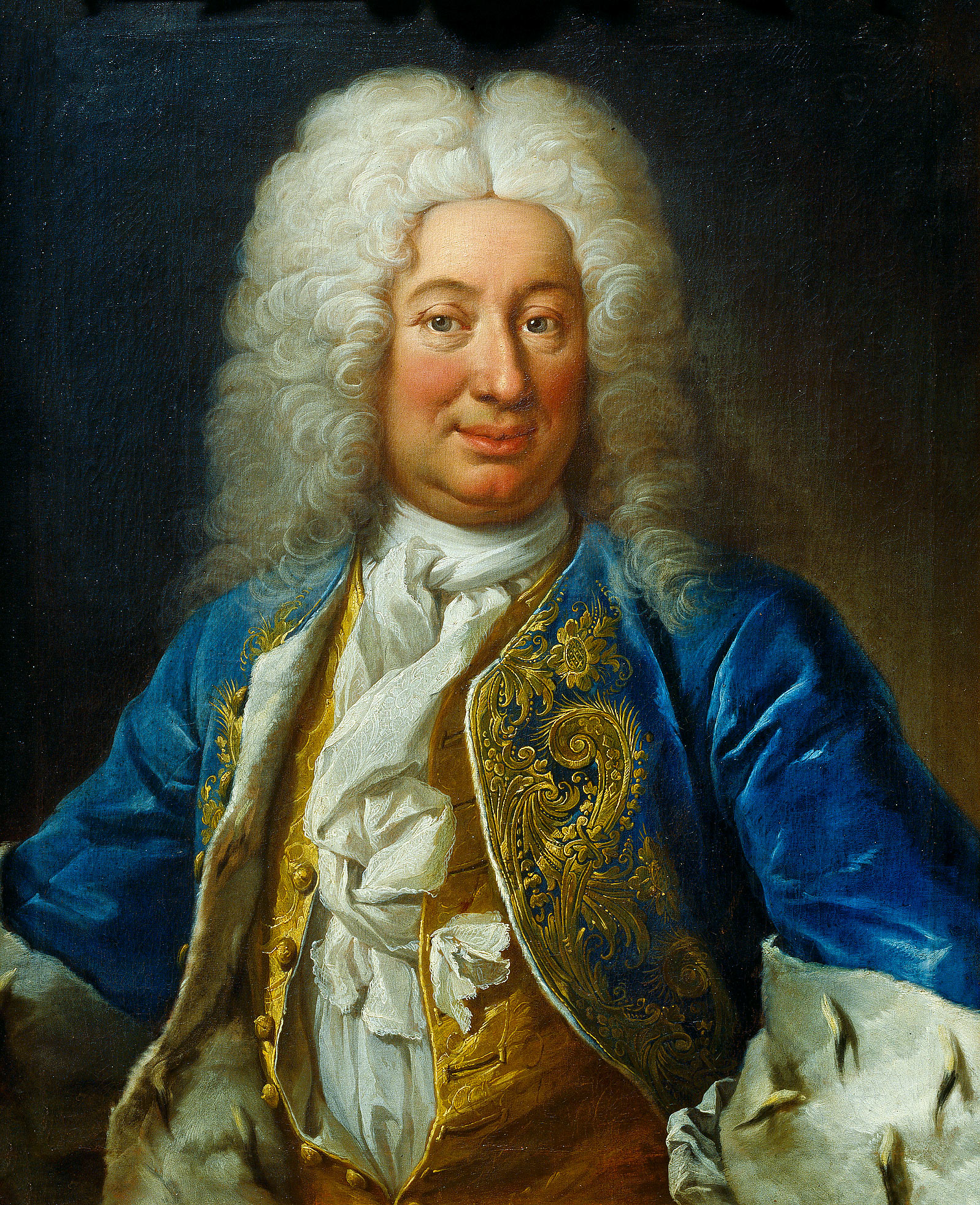
Frederico I Fredrik I